# Atescatempa
Atescatempa – miasto w południowo-wschodniej Gwatemali, w departamencie Jutiapa, około 35 km na południowy wschód od stolicy departamentu, miasta Jutiapa, oraz około 8 km od granicy z Salwadorem. Miasto leży u podnóża gór Sierra Madre de Chiapas, na wysokości 682 m n.p.m. Według danych szacunkowych w 2012 roku liczba ludności miasta wyniosła 9963 mieszkańców.

## Gmina Atescatempa
Jest siedzibą władz gminy o tej samej nazwie, która w 2012 roku liczyła 13 558 mieszkańców.  Gmina jak na warunki Gwatemali jest mała, a jej powierzchnia obejmuje tylko 68 km². Na terenie gminy leżą dwa wulkany Chingo i las Vívoras.